# Écluse et passerelle de Richmond
L'écluse et la passerelle de Richmond est une écluse, un barrage à marée basse montante et descendante intégrant des écluses et une paire de ponts piétonniers sur la Tamise au sud-ouest de Londres. Il s'agit d'une structure classée Grade II *. Elle est la plus en aval des quarante-cinq écluses de la Tamise et la seule détenue et exploitée par la Port of London Authority. Elle a été ouverte en 1894 et se trouve au nord-ouest du centre de Richmond dans une partie semi-urbaine du sud-ouest de Londres. En aval se trouvent Syon Park et Kew Gardens sur des rives opposées. À marée haute, les vannes sont soulevées et en partie cachées derrière des arcs métalliques formant des passerelles jumelles. 
Elle a été construite pour maintenir la tête d'eau la plus basse des quarante-cinq tronçons navigables de la Tamise au-dessus du reste du Tideway. Au-dessous de la structure sur quelques miles, à marée basse, le chenal navigable est étroit et restreint l'accès aux navires avec le plus grand tirant d'eau. Le prochain point d'amarrage majeur sous l'écluse est, en conséquence, à Brentford Dock. 

## Description
L'ingénieur en chef qui a conçu le cœur de la structure, FGM Stoney a déposé sept brevets relatifs aux vannes entre 1873 et 1894. Hunt et Steward, arpenteurs, ont conçu les écluses. Ransome et Rapier d'Ipswich ont conçu la ferronnerie, y compris les arches. La structure a été construite entre 1891 et 1894. 

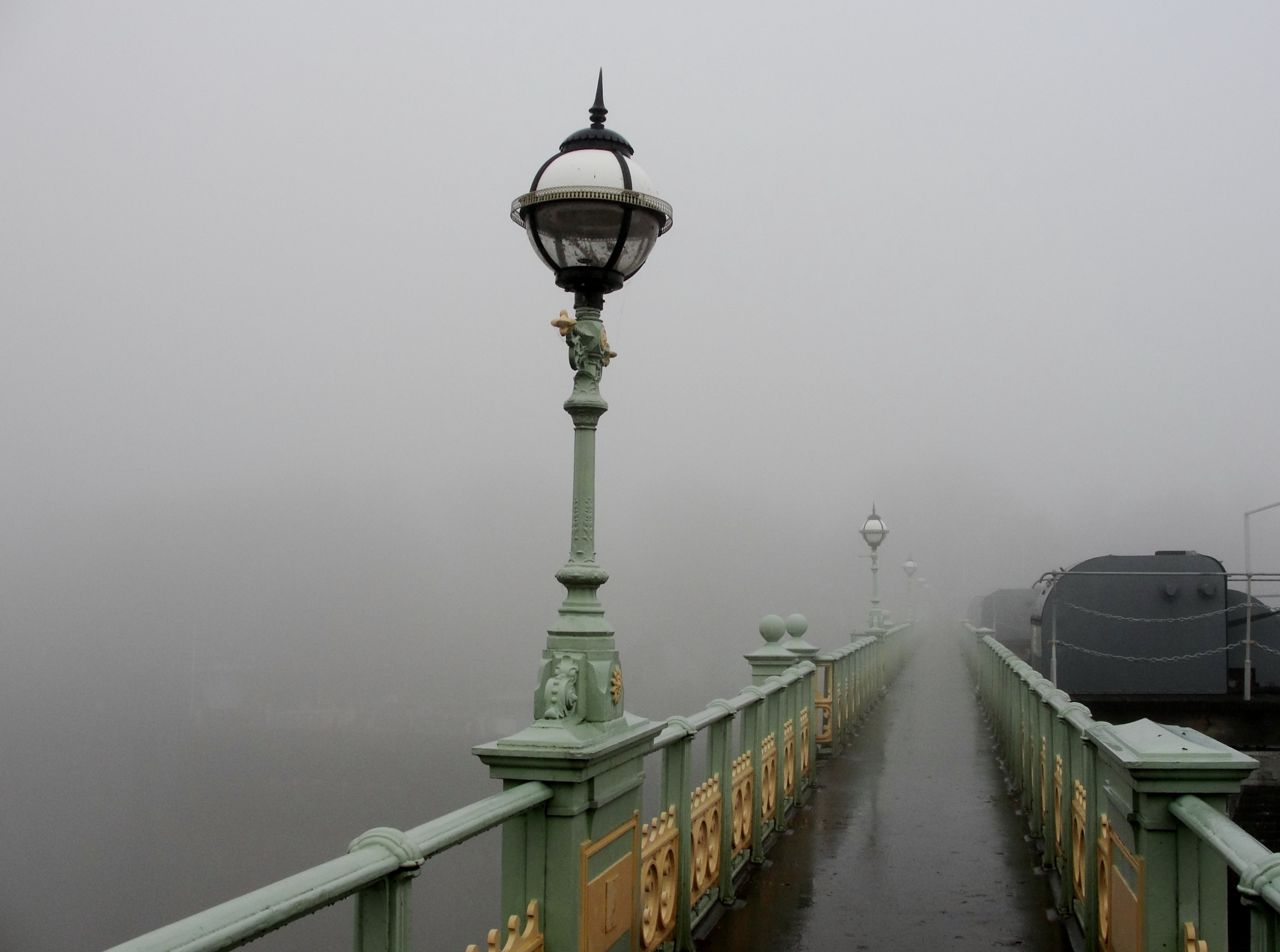
Passerelle de Richmond

{{{annotations}}}
 Une écluse de barge a été construite contre le côté nord-est (« Surrey »). Elle est suivie par quatre immenses piles en briques protégées par de grands moellons en pierre. Ceux-ci soutiennent à leur tour des soutiens en pierre relativement minces atteignant le niveau du parapet en métal, sculptés dans un style classique avec des retables et des corniches, supportant des arcs en métal peint. Un balustre de couleur assortie est au-dessus des arches, avec des lanternes noires, des piliers en métal et des faîteaux simples. Les piliers abritent les barrières et les arches soutiennent les deux passerelles horizontales. Comme une superstructure était nécessaire pour maintenir les barrières suspendues, les autorités sont convenues de la construire sous la forme de deux passerelles ,. Le pont a été officiellement ouvert le 19 mai 1894 par le duc d'York de l'époque (qui devint plus tard le roi George V) ayant coûté 61 000 £.

## Opérations historiques
Les vannes étaient actionnées manuellement par des éclusiers, qui vivaient dans des logements pour la plupart confinés sous les marches piétonnes et atterrissant sur les deux rives.  
De l'ouverture jusqu'à un certain moment au cours de la Seconde Guerre mondiale, un péage d'un (ancien) penny, était exigé par piéton, sauf pour un touriste qui allait sur le pont et à gauche du même côté et qui devait payer deux pence . Les postes de péage et les vestiges des boîtiers de tourniquet restent. Étant donné qu'il y avait deux passerelles non connectées, de part et d'autre de la maçonnerie et des mécanismes de retenue des vannes, c'était quatre cabines de péage et tourniquets qui étaient nécessaires pour percevoir les péages.  

## Voir également
- Écluses sur la Tamise
- Liste des ponts à Londres